# Białowodzka Góra nad Dunajcem
Białowodzka Góra nad Dunajcem (kod PLH120096) – specjalny obszar ochrony siedlisk sieci Natura 2000, zlokalizowany na terenie województwa małopolskiego. Obszar obejmuje powierzchnię  67,65 ha. Teren wyznaczony został w celu długotrwałego zabezpieczenia naturalnych siedlisk życia oraz populacji zagrożonego wymarciem gatunku widłoząbu zielonego (Dicranum viride).

## Siedliska pod ochroną(zkodem siedlisk)
- 9130 żyzne buczyny (Dentario glandulosae Fagenion, Galio odorati-Fagenion)
- 9170 grąd środkowoeuropejski i grąd subkontynentalny (Galio-Carpinetum, Tilio-Carpinetum),
- 9180 jaworzyny i lasy klonowo-lipowe na stokach i zboczach (Tilio plathyphyllis-Acerion pseudoplatani),